# Burgruine Montsalvens
Die Burgruine Montsalvens war ein Herrschaftssitz in Broc (deutsch Bruck) im Greyerzbezirk des Kantons Freiburg in der Schweiz.

## Lage und Name
Die Reste der Höhenburg stehen oberhalb des Jauntals nordöstlich von Broc. Vom Ort aus führt die „Rue de Montsalvens“ zur Ruine, die nach ihr benannt wurde. Auch die an der Burg vorbeiführende Strasse „En Bataille“ erhielt ihren Namen nach einem Befestigungswerk der Burg. Sie führt in den östlichen Nachbarort von Broc, Châtel-sur-Montsalvens, der seine Entstehung ebenfalls der Burg verdankt. Nicht völlig geklärt ist die Bedeutung des Namens von Montsalvens selbst, da es Dutzende Schreibweisen gibt und die heute verwendete nicht den älteren Formen entspricht. Diese lauteten im 12. Jahrhundert Montsalvan, Montsalvant und Montsilvan. Die letzte Form führt zur Deutung „Bergwald“, die von mehreren Sprachwissenschaftlern gestützt wurde.

## Geschichte
Die Herrschaft Montsalvens ist seit dem 12. Jahrhundert eng mit den Grafen von Greyerz verbunden, deren Hauptsitz (Schloss Greyerz) nur fünf Kilometer weiter südwestlich steht. Diese vergaben die Burg stets an eine der Linien ihres Hauses, wodurch sie teils an Nebenlinien als Apanage kam, teils aber auch zukünftigen Grafen vor dem Herrschaftsantritt überlassen wurde. Schon im Jahr 1183 erbte Graf Rudolf I. von Greyerz die Herrschaft des Wilhelm von Montsalvens (französisch Guillaume de Montsalvens), so dass angenommen wird, dass diese zuvor hier nachweisbaren Herren von Montsalvens mit den Grafen von Greyerz verwandt waren. Der erste erwähnte Herr von Montsalvens hiess Peter, war Sohn von Juliane de Glâne und heiratete Pétronille d’Estavayer. Er war es wohl auch, der mit dem Erbe der Mutter die Burg gründete, da er 1156 zum ersten Mal erwähnt wird und Montsalvens erstmals im Jahr 1162 in den Urkunden auftaucht. Zudem spricht für ihn, dass zeitgleich mit Freiburg eine konkurrierende Stadt entstand, vor der die Besitzungen geschützt werden mussten. Von Peters Vater nimmt man an, dass er ein Bruder Rudolfs I. von Greyerz war. Allerdings war Rudolfs Frau Agnes die Schwester von Juliane de Glâne, so dass auch über sie das Erbe an die Grafen gekommen sein kann.
Das Territorium, das zur Burg gehörte, wurde durch den Jaunbach im Norden, das Motélontal im Osten, das Tine-Tal im Süden und die Saane im Osten begrenzt, ist aber vermutlich als Streubesitz anzusehen. Daher kann teils nur vermutet werden, ob Orte zum Burgbezirk gehörten. Als Sitz einer Kastlanei der Grafschaft Greyerz war Montsalvens mit einem militärischen Banner ausgestattet. Die Burg der Grafen von Greyerz diente als Stützpunkt gegen regionale Rivalen und dabei insbesondere – ähnlich wie z. B. La Tour-de-Trême – gegen das nahe Schloss Bulle der Bischöfe von Lausanne.
Am 2. Juni 1274 gab Peter II. von Greyerz seinem Lehnsherren Philipp I. von Savoyen vor dem Hintergrund des Konflikts mit Habsburg die Erlaubnis, die Burg bis zum Ufer des Jaunbaches mit Verteidigungsanlagen zu versehen. Nur wenige Jahre später besetzte Freiburg zusammen mit lokalen Herrschaften die Burg und gab sie 1281 Richard von Corbières zum Lehen. Dieser konnte sich aber nicht halten und verlor Montsalvens im Jahr 1283 durch den „Frieden von Payerne“ wieder an die Grafen von Greyerz. Das Interesse dieser an Montsalvens schwand aber zunehmend und schon im 14. Jahrhundert errichteten sie das Schloss d’En-Bas im Ort Broc und lebten fortan dort. Auch ein Flecken, der bei der Burg entstanden war, ging bald darauf ein und war 1433 verschwunden. So verfiel die Burg recht bald. Im Jahr 1555 konnte Freiburg vom Bankrott des Michael von Greyerz profitieren, übernahm die Herrschaft und vereinigte sie mit der Vogtei Greyerz. Die Freiburger reparierten ein Jahr später das Dach, was 1671 erneut notwendig wurde. Diesmal wählte man allerdings nur noch ein Flachdach, sicherte also nur noch die Ruine ab.
Durch den frühen Verfall beschäftigt sich bis ins 19. Jahrhundert hinein kein Werk direkt mit der Burg. Selbst Thomas Schöpf, der sie auf seiner Karte einzeichnete, erwähnt sie im zugehörigen Textband nicht. Erst im 18. Jahrhundert wurde in der Literatur auf sie hingewiesen. Im Jahr 1816 wurde die Burgruine erstmals beschrieben. Die Tatsache, dass hier eine Burg mit Flecken und nicht eine riesige Burganlage bestand, wurde erst 1856 erkannt. Wann genau Montsalvens endgültig aufgegeben wurde, ist nicht bekannt. Sicher ist nur, dass dies nach dem Jahr 1671 geschah. Danach diente die Burg vermutlich als Steinbruch. Erst spät wandte sich die Gemeinde dem Erhalt der Ruine zu, indem sie Teile des Areals erwarb, die zuvor im Besitz der Regierung in Vergessenheit geraten waren. Aufmerksam wurde man erst dann darauf, als im Jahr 1829 ein Joseph Caille die Ruine kaufen wollte und niemand mehr wusste, wem sie eigentlich gehört. Da der Staat nun Ansprüche stellte, war es auch für die Gemeinde ein schwieriger Prozess des Erwerbs, der erst im Jahr 1864 abgeschlossen werden konnte. In den 1940er Jahren kümmerten sich dann auch der Heimatschutz und der Burgenverein um den Erhalt.

Ansichten der Ruine
Künstlerische Verarbeitung (Aquarell)
Zustand 1944
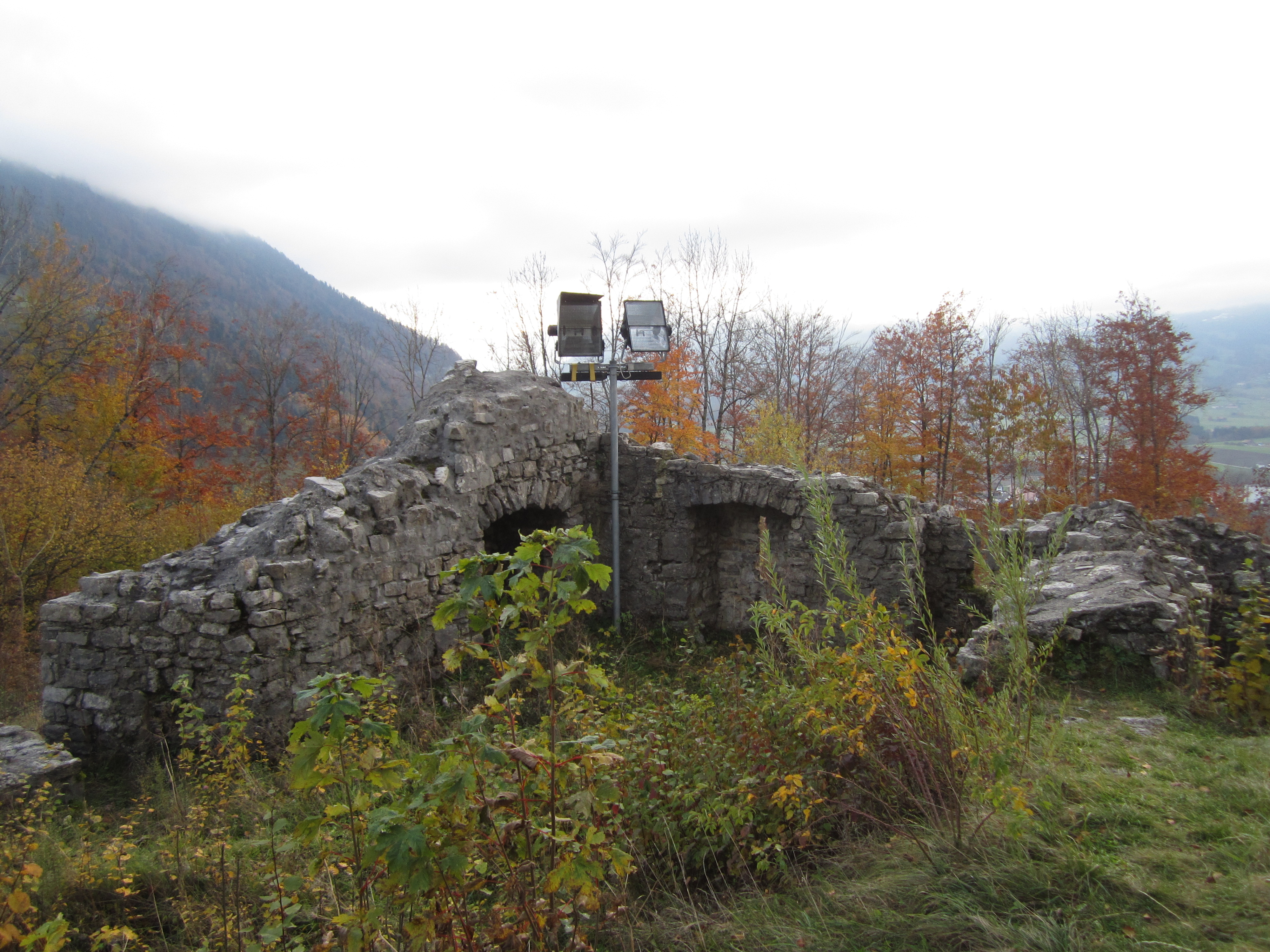
Mauerreste
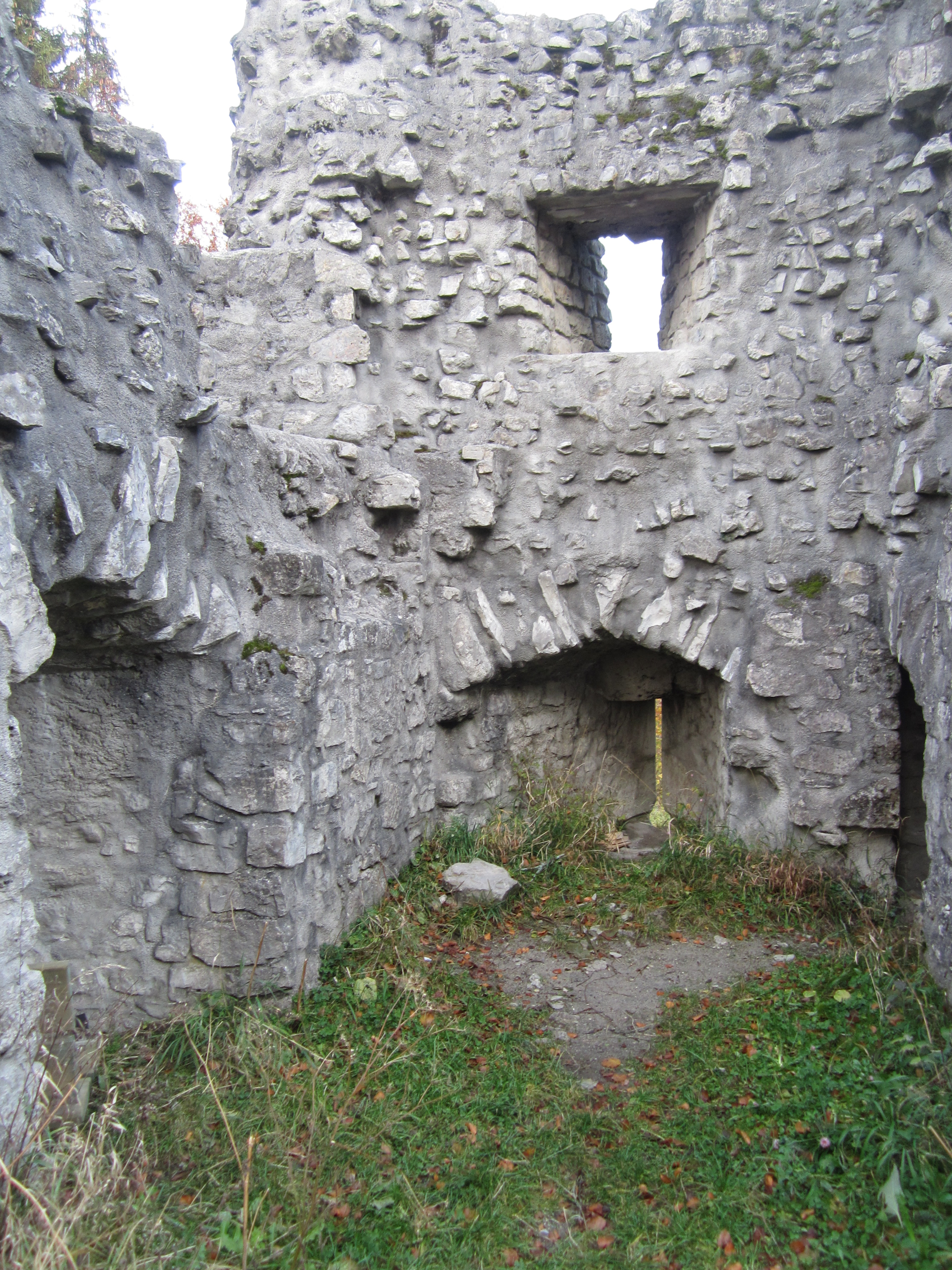
Schiessscharten

Der quadratische Bergfried (12 × 12,3 Meter), der die Burg dominierte, wurde in den Jahren von 1942 bis 1944 restauriert. Raemy vermutet, dass der Turm ursprünglich ein weiteres Stockwerk besass und 20–22 Meter hoch war. Vermutlich entstand er um 1250/1260. Seine Mauern sind drei Meter dick. Dieser Donjon ist etwa 15 Meter hoch, sein Eingang befindet sich in zehn Metern Höhe. Die Anlage besass als besondere Schutzmassnahme gen Osten einen mehrstöckigen Erker. Erhalten sind zudem einige Gebäudereste und Ringmauern, teils mit Schlüsselscharten. Der Umfang der Vorburg kann anhand von noch erhaltenen Mauern im Wald erfasst werden. Diese scheint eine proportional relativ kleine Fläche umfasst zu haben. Allerdings gab es eine zweite Befestigungsanlage, die im Jahr 1314 als „untere Burg“ (lateinisch castrum de Montsalvein inferius) erwähnt wird. Sie befand sich 250 Meter südöstlich der Hauptburg direkt am Ufer des Jaunbachs. Dort stand vermutlich nur ein Turm, den Mauern umgaben, die im Jahr 1897 noch teilweise existierten. Die untere Burg wird 1433 und 1516 vetus castrum (deutsch alte Burg) genannt. Vorher und nachher findet sie keine Erwähnung. Ihr Alter und ihre Bedeutung sind daher schwer einzuschätzen. Das Schweizerische Inventar der Kulturgüter von nationaler und regionaler Bedeutung führt die Burgruine auf seiner Liste als B-Objekt – d. h., es besitzt regionale historische Bedeutung – mit der KGS-Nummer 1964. Das im Jahr 1909 erschienene Werk „Fée de Roche“ von O’Donnalt enthält eine Erzählung namens „L’œil d’or ou la Belle Luce“, die eine Legende aufgreift, die sich um die Burgruine entspann, die auch Philippe-Sirice Bridel erwähnt. L. Rybarczic suchte im Jahr 1976 die Gralsburg Munsalvaesche – so nennt sie Wolfram von Eschenbach im Parzival – hier.